# Augenschein
Augenschein oder Inaugenscheinnahme bezeichnet im Beweisrecht die „sinnliche Wahrnehmung beweiskräftiger Tatsachen“ durch den Richter.

## Bedeutung
Der richterliche Augenschein ist ein Beweismittel in allen deutschen Prozessordnungen (vgl. § 144, § 371 f. ZPO, § 86 StPO, § 96 Abs. 1 VwGO, § 81 Abs. 1 FGO, § 118 Abs. 1 SGG). Außerdem kann eine Behörde im Verwaltungsverfahren den Augenschein einnehmen (§ 26 Abs. 1 Satz 1 Nr. 4 Verwaltungsverfahrensgesetz).
Augenschein bedeutet dabei nicht nur betrachten, sondern jede unmittelbare sinnliche Wahrnehmung eines Gegenstandes, sei es durch Sehen, Hören, Fühlen oder gar Schmecken und Riechen.  Die Inaugenscheinnahme außerhalb der Gerichtsstelle wird als Lokaltermin bezeichnet, etwa die Wahrnehmung von Geruchsemissionen einer technischen Anlage vor Ort.
Der Augenschein unterfällt in Abgrenzung zum grundsätzlich unzulässigen Freibeweis dem sogenannten Strengbeweis gem. § 355 ZPO. Der Beweis durch Augenschein wird mittels unmittelbarer sinnlicher Wahrnehmung des Richters zu Beweiszwecken durch die Angabe der zu beweisenden Tatsache und durch die Bezeichnung des Gegenstandes des Augenscheins angetreten.
Sofern ein hinreichend verkörpertes Urkundenobjekt vorliegt, ist Gegenstand des Urkundenbeweises die inhaltliche Erfassung einer Urkunde und der durch Schriftzeichen darin verkörperten „Gedankenerklärung“, z. B. welche Inhalte eines Vertrages zwei Parteien schriftlich festgehalten haben sollen. Für den Augenschein verbleibt damit lediglich deren äußerliche Wahrnehmung, etwa wenn das Schriftbild eines handgeschriebenen Dokumentes die Abfassung durch eine bestimmte Person beweisen soll.
Die Beweisaufnahme erfolgt grundsätzlich durch das erkennende Gericht selbst (Unmittelbarkeitsprinzip), ausnahmsweise durch einen beauftragten oder ersuchten Richter. Dabei kann angeordnet werden, dass ein Sachverständiger hinzuzuziehen ist.

## Rechtsgeschichte

### Mittelalter
Im mittelalterlichen Volksrecht spielte der blickende Schein eine besondere Rolle bei der handhaften Tat, wenn der auf frischer Tat ertappte Täter samt Beute dem Gericht zugeführt wurde.

### Forensische Kartographie

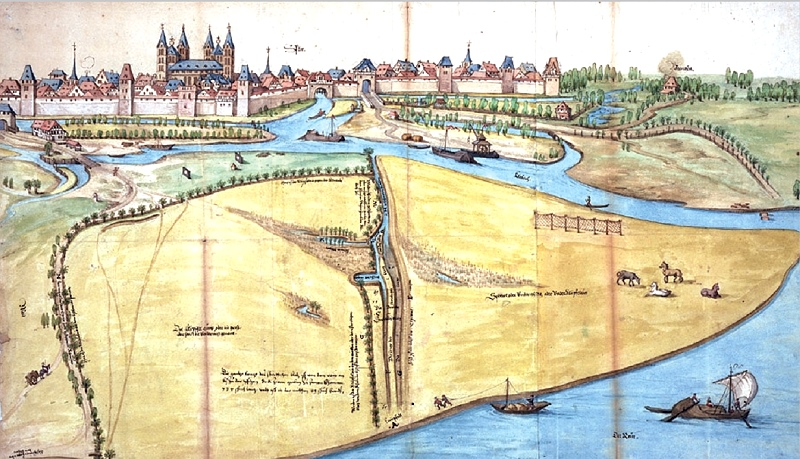
Augenscheinkarte mit einer Ansicht der Stadt Speyer.
Die Karte diente als Unterlage in einem Rechtsstreit der Stadt gegen den Bischof von Speyer vor dem Reichskammergericht.
Aquarell von Wilhelm Besserer, 1574.

Zu Zeiten des Reichskammergerichtes wurden als Augenschein (mhd. ougenschin; lat. inspectio ocularis, probatio ad oculum) auch kartografische Aufzeichnungen Dritter verstanden.
Diese Augenscheinkarten wurden oftmals durch namhafte Künstler angefertigt, die im Rahmen von Ortsbegehungen, durch vom Gericht beauftragten Kommissionen, für die Richter die örtlichen Verhältnisse „in Augenschein nahmen“ und auch die – oftmals nur mündlich überlieferte – geltenden Rechtsverhältnisse widerspiegelten.
Bei diesen Aufzeichnungen handelt es sich um Skizzen, aber auch um kunstvoll gestaltete Karten, welche sehr detailliert eine bestimmte Landschaft und deren wirtschaftliche Nutzung durch symbolische Darstellung von Pfluggespannen, Fuhrwerken oder Lastkähnen auf Flüssen darstellt. Diese – als Augenscheine bezeichneten – Beweismittel wurden Bestandteil der Gerichtsakten zum jeweiligen Fall, weshalb sie bis heute wissenschaftlich weitgehend unerschlossen sind.

## Österreich
Der Augenschein als Beweismittel ist in Österreich beispielsweise in der Zivilprozessordnung (§ 368 ZPO), der Strafprozessordnung (§ 149 StPO), der Bundesabgabenordnung (§ 182 BAO) oder dem Allgemeinen Verwaltungsverfahrensgesetz (§ 54 AVG) geregelt.
Der Augenschein ist jenes sachliche Beweismittel, das den verlässlichsten Weg der Erkenntnisgewinnung darstellt, weil die Überzeugungsbildung durch unmittelbare Sinneswahrnehmung erfolgt. Eine der wichtigsten Formen des Augenscheins in der Praxis ist der so genannte Lokalaugenschein durch Besichtigung eines Tatorts, etwa bei Verkehrsunfällen mit Personenschaden. Für die Dokumentation eines virtuellen Lokalaugenscheins kommt auch ein 3D-Aufnahmesystem in Betracht.
Augenschein im Sinne der Strafprozessordnung ist „jede unmittelbare sinnliche Wahrnehmung und deren Dokumentation durch Ton- oder Bildaufnahme, soweit es sich nicht um eine Vernehmung handelt,“ etwa im Rahmen einer Tatrekonstruktion am Tatort. Ein Augenschein kann seit einer Strafprozessreform 2004 auch durch die Kriminalpolizei durchgeführt werden. Bis dahin war der Augenschein gemäß § 88 Abs. 3 S 2 StPO (alt) dem Untersuchungsrichter vorbehalten. Wenn der Augenschein besondere Sachkunde erfordert, über welche Kriminalpolizei oder Staatsanwaltschaft nicht durch besondere Einrichtungen oder deren Organe verfügen, kann gem. § 182 Abs. 2 StPO (neu) mit seiner Durchführung auch ein Sachverständiger im Rahmen der Befundaufnahme beauftragt werden. Art und Weise der Durchführung des Augenscheines und seine Ergebnisse sind in einem Amtsvermerk festzuhalten.
In der StPO gibt es keine abschließende Aufzählung der Beweismittel. Laut dem Grundsatz der Unbeschränktheit der Beweismittel darf in der österreichischen Rechtsordnung zum Zweck der Wahrheitsforschung alles an Beweismitteln herangezogen werden, was nicht durch Gesetze ausgeschlossen ist. Das Gericht ist in der Wahrheitsforschung lediglich durch Beweismittel-, Beweisthemen- und Beweismethodenverbote beschränkt.